# Газе Віра Федорівна
Віра Федорівна Газе (рос. Вера Фёдоровна Газе; 29 грудня 1899 — 3 жовтня 1954) — радянська астрономка, відома спектроскопічними дослідженнями зір та дослідженнями дифузійних емісійних туманностей.
Народилась і здобула освіту в Санкт-Петербурзі, працювала в Пулковській обсерваторії. 1936 року була репресована за «Пулковською справою» й залишалась в ув'язненні до 1940 року. Після звільнення працювала в Кримській астрофізичній обсерваторії в Сімеїзі.

## Життєпис
Віра Федорівна народилася в Санкт-Петербурзі 29 грудня 1899 (17 грудня за Юліанським календарем). У 1924 році закінчила Петроградський університет. У 1921—1926 роках працювала в Астрономічному інституті в Ленінграді, займаючись визначенням і поліпшенням елементів орбіт астероїдів та обчисленням збурень їхнього руху.
У 1926—1940 роках працювала в Пулковській обсерваторії. У 1929 році брала участь у гравіметричній експедиції Інституту практичної гравіметрії, а в 1936 році - в експедиції Пулковської обсерваторії для спостереження сонячного затемнення. 7 листопада 1936 року Віру Газе заарештували за «Пулковською справою». Її присудили до 5 років виправно-трудових таборів. У 1940 році вийшла на волю.
Від 1940 до 1954 року працювала в Сімеїзькому відділенні Пулковської обсерваторії, яке 1945 року увійшло до складу Кримської астрофізичної обсерваторії АН СРСР. Під час Німецько-Радянської війни в 1941-1944 роках перебувала в евакуації в Грузії, де спільно з Григорієм Шайном працювала в Абастуманській астрофізичній обсерваторії, досліджуючи поширеність ізотопів вуглецю в холодних зорях спектральних класів N та R. 1945 року обійняла посаду провідного наукового співробітника. Захистила дисертацію кандидата наук. Певний час була заступницею редактора журналу «Вісті Кримської астрофізичної обсерваторії».
Померла 3 жовтня 1954 року в Ленінграді. Її поховали на меморіальному кладовищі для астрономів поруч з Пулковською обсерваторією в передмісті Ленінграда.

## Наукові результати
Основні наукові роботи присвячені спектроскопії зірок і вивченню дифузних емісійних туманностей. 1940 року виявила зміни в спектрі γ Кассіопеї в момент утворення оболонки навколо зірки. Спільно з Григорієм Шайном, досліджувала молекулярні спектри вуглецевих зірок (ототожнення різних молекул, визначення відносного змісту ізотопів вуглецю). Брала активну участь у вивченні світлих дифузних туманностей, початому в Сімеїзі в 1949.
Відкрила багато невідомих туманностей, виявила кілька нових типів дифузних емісійних утворень. Спільно з Шайном провела численні роботи, присвячені структурі туманностей, оцінці їхніх мас, з'ясуванню ролі пилу і газу в туманностях. У Астрономічному інституті займалася визначенням і поліпшенням елементів орбіт малих планет, обчисленням часткових і абсолютних збурень.
Вивчаючи розподіл емісійних водневих хмар у Галактиці, підтвердила існування спіральних рукавів.
Авторка (спільно з Шайном) «Атласу дифузних газових туманностей» (1952), який протягом багатьох десятиліть користався великою популярністю.